# Murli Manohar Joshi
Murli Manohar Joshi, född 5 januari 1934, är en indisk politiker och var inrikesminister från 1996, och sedan minister för personalutveckling i Atal Behari Vajpayees National Democratic Alliance-regering fram till valförlusten 2004. Joshi är bosatt och verksam i Allahabad i Uttar Pradesh, och anses som en av de ledande i hindunationalistiska partiet Bharata Janata Party. Verksam i politiken på federal nivå blev Joshi 1977 när han som representant för Janata Party blev invald i Lok Sabha.